# Johan Luzac

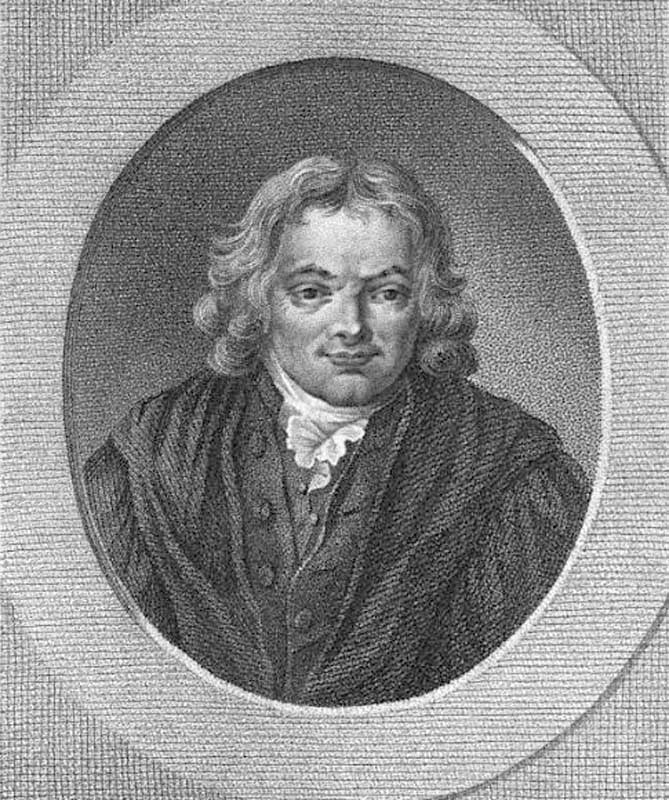
Johan Luzac

Johan (of Joan of Jean) Luzac (Leiden, 1746 - aldaar, 12 januari 1807) was een Nederlands jurist, vanaf 1772 redacteur, uitgever en journalist, daarnaast vanaf 1785 hoogleraar vaderlandse geschiedenis en Grieks.

## Biografie
Johan Luzac was met zijn oom Etienne uitgever van de beroemde Gazette de Leyde; deze laatste was sinds 1738 de eigenaar. Onder zijn leiding werd deze krant in heel Europa en Noord-Amerika vermaard om zijn betrouwbare berichtgeving over internationale zaken. Tot de lezers behoorden Lodewijk XVI, Voltaire en Thomas Jefferson. De politieke deling van Polen kreeg veel aandacht, evenals de nieuwe ideeën uit Frankrijk en Amerika over democratie. John Adams bracht hem na aankomst meteen een bezoek om Luzac op de hoogte te stellen van de constitutionele debatten over de oceaan. Reeds op 3 oktober 1780 bracht de Gazette de Leyde als eerste een Franse vertaling van constitutie in Massachusetts. De aan de krant verbonden Franse journalisten M.A. de Cérisier en P.A. Dumont-Pigalle hebben veel details vastgelegd over de patriottentijd.
De hugenotenfamilie Luzac was afkomstig uit Frankrijk en van Franeker via Amsterdam naar Leiden verhuisd. Er waren sterke banden met een aantal vooruitstrevende patriotten, zoals zijn zwager Wybo Fijnje, François Adriaan van der Kemp en de familie Valckenaer.
Luzac werd in 1794 benoemd tot rector magnificus van de universiteit van Leiden. Wegens zijn geringe enthousiasme voor het nieuwe bewind werd hij 21 februari 1795 uit zijn ambt gezet. In 1797 volgde eerherstel.
Bij de Leidse buskruitramp op 12 januari 1807 werd Luzac door de zuiging van de lucht meegevoerd en kwam tragisch aan zijn einde in het water aan het Rapenburg. Hij is begraven in de Vrouwekerk, maar in de Pieterskerk werd 'door zijn vrienden' een gedenkteken voor hem opgericht.

## Werken
- Socrates als burger beschouwd: door den zelven uit het Latijn vertaald, met bijvoeging van eenige aanmerkingen en ophelderingen, bijzonder eener korte schets van 't Atheensche staatsbestuur, en eener verhandeling over de beteekenis en 't gebruik van 't woord aristocratie tot op onzen tijd, 1796.